# Pontarlier
Pontarlier je mesto in občina v vzhodni francoski regiji Franche-Comté, podprefektura departmaja Doubs. Leta 2007 je mesto imelo 18.939 prebivalcev.
Pontarlier je bil poznan po proizvodnji pelinkovca vse do njene prepovedi v letu 1915.

## Geografija
Kraj leži v pokrajini Franche-Comté ob reki Doubs, 10 km zahodno od meje s Švico, 60 km jugovzhodno od Besançona.

## Uprava
Pontarlier je sedež istoimenskega kantona, v katerega so poleg njegove vključene še občine Bannans, Bouverans, Chaffois, La Cluse-et-Mijoux, Dommartin, Doubs, Les Fourgs, Granges-Narboz, Les Grangettes, Les Hôpitaux-Neufs, Les Hôpitaux-Vieux, Houtaud, Malbuisson, Malpas, Montperreux, Oye-et-Pallet, La Planée, La Rivière-Drugeon, Saint-Point-Lac, Sainte-Colombe, Touillon-et-Loutelet, Verrières-de-Joux in Vuillecin z 32.310 prebivalci.
Mesto je prav tako sedež okrožja, v katerem se nahajajo kantoni Levier, Montbenoît, Morteau, Mouthe, Pierrefontaine-les-Varans, Pontarlier, Russey in Vercel-Villedieu-le-Camp s 106.007 prebivalci.

## Zgodovina
Pontarlier se nahaja na mestu nekdanje rimske postaje Ariolice ob cesti Urba (sedanji Orbe, kanton Vaud) - Vesontio (Besançon).

## Zanimivosti
- slavolok zmage z mestnimi vrati Porte Saint-Pierre iz 18. stoletja,
- cerkev sv. Benina iz 15. stoletja,
- neogotska kapela Device Marije Upanja, zgrajena leta 1861 na gori Molar v zahvalo, ker se je kraju izognila epidemija kolere v letu 1854,
- fortifikacija Fort Catinat du Larmont supérieur, del sistema Séré de Rivières, zgrajenega v drugi polovici 19. stoletja, poimenovanega po francoskem vojaškem inženirju, generalu Raymondu Adolphu Séré de Rivièresu,
- trdnjava Fort de Joux (občina La Cluse-et-Mijoux), grajena od 11. do 19. stoletja.

## Pobratena mesta
- Villingen-Schwenningen (Baden-Württemberg, Nemčija),
- Yverdon-les-Bains (Vaud, Švica),
- Zarautz (Baskija, Španija).